# Primera expedición española al río Amazonas

Primer viaje europeo por el río Amazonas (1541-1542).

La primera expedición española al río Amazonas se realizó el 12 de febrero de 1542 por parte del conquistador español Francisco de Orellana, segundo al mando de la expedición liderada por Gonzalo Pizarro, quien siendo teniente gobernador de Quito partió desde allí en la Navidad de 1540 por orden de su hermano, Francisco Pizarro para encontrar al país denominado de la "Canela".  La navegación completa del cauce más caudaloso y largo de la Tierra no fue algo intencionado, sino que se debió a una concatenación de acontecimientos desencadenados por los deseos de localizar los grandes bosques de canela, El Dorado y tal vez un nuevo reino indígena.
Aunque la desembocadura del río ya se conocía, Gonzalo Pizarro organizó una gran expedición para descubrir y explotar la supuesta canela y localizar el oro, pero al llegar a la zona indicada no encontraron nada de lo esperado. Debido a lo desconocido del terreno y lo falible de los guías indígenas, Orellana trató de recoger información y alimentos adelantándose con unos 70 hombres. Las condiciones del afluente tomado no les permitieron volver y debieron seguir avanzando, afrontando todo tipo de penurias. Dichas penurias han arrojado sombras sobre la veracidad del relato escrito por el dominico Gaspar de Carvajal, miembro de la expedición, entre las que destaca el contacto con un pueblo integrado por mujeres al que rendían vasallaje otros habitantes del lugar.
Tras dos meses avanzando por un afluente el río Napo y siete por el propio Amazonas, los españoles llegaron a la desembocadura en el Atlántico. Francisco de Orellana fue juzgado acusado de traición, pero resultó absuelto de todo cargo. Regresó nuevamente al Río al frente de otra expedición, con el objetivo de recorrerlo en sentido inverso, pero falleció en el intento.

## Historia del descubrimiento

### Antecedentes

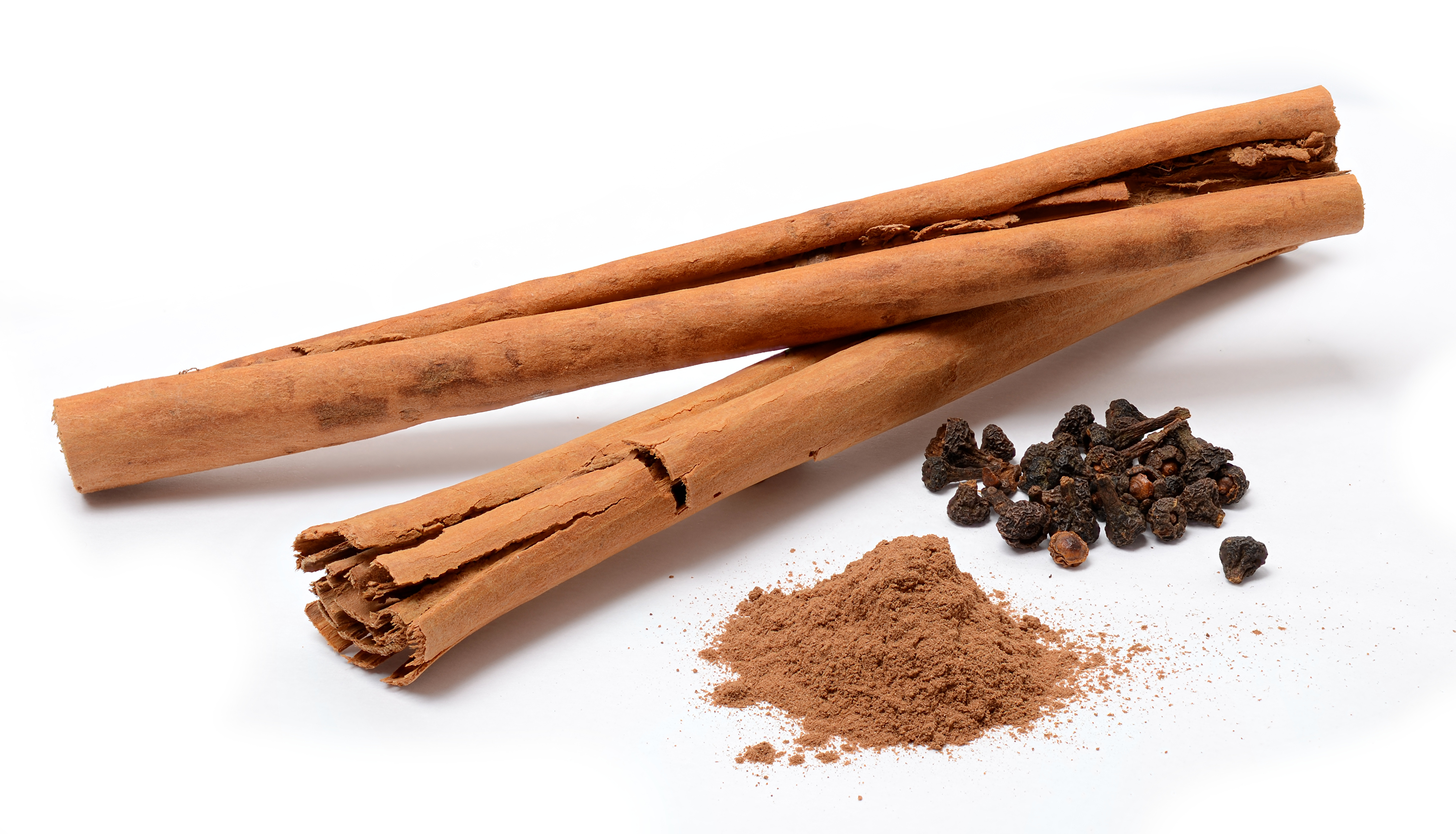
La codiciada canela, objetivo de la expedición.

Las vías comerciales que traían las codiciadas especias de Asia se habían cerrado bastante desde que los turcos tomaran Constantinopla. En la Edad Media y Moderna las especias eran muy necesarias en la vida cotidiana, más aún de lo que lo serían en el siglo XX, y el corte de su suministro causaba unos problemas considerables, además de aumentar su precio. Estas semillas y tallos aportaban gran variedad de ventajas:
- Reforzaban los métodos de conservación existentes en momento. Técnicas como era el salado y el ahumado no resultaban todo lo duraderas que hacían falta. Las especias permitían disfrutar de los alimentos en buenas condiciones durante más tiempo.[2]
- Quitaban parte del mal sabor y olor putrefacto que presentaban muchos platos, debido a lo imperfecto de los métodos conservantes existentes como el salado y el ahumado.[2]
- Constituían una fuente de medicinas con algunas propiedades antisépticas, estimulantes para la digestión y el aparato respiratorio.[3]
- Aportaban y aportan un sabor más agradable a muchos platos.[2]

Por todos estos motivos, las especias eran pagadas a precio de oro, y la canela, junto a la pimienta, resultaban las más caras. Se pensaba que dentro de la selva existían enormes extensiones de árboles con esa codiciada corteza. El hallazgo de grandes bosques de canela constituiría un tesoro de valor similar al oro y la plata. Con todo, el recolectar esa especia no era el único beneficio esperado por los españoles.

### Preliminares de la expedición
Vicente Yáñez Pinzón había explorado la desembocadura de Río en 1500, pero el interior no se conocía. Cuarenta años más tarde Francisco Pizarro ordenó a su hermano Gonzalo hacerse cargo de la provincia del norte, llamada Quito, lo que podría suponer una nueva gobernación, o un futuro virreinato dependiendo de la extensión y recursos del mismo.

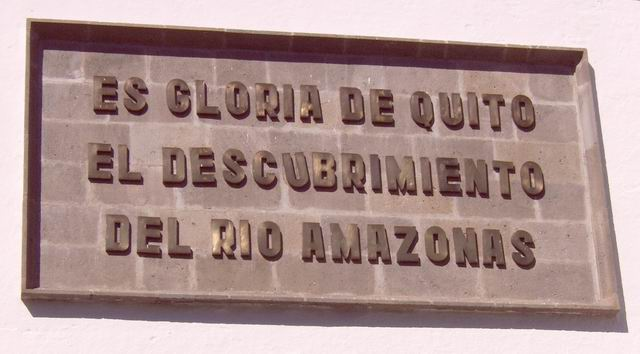
Placa conmemorativa del descubrimiento del río Amazonas en la ciudad de Quito

A Gonzalo Pizarro, como teniente gobernador de Quito, le fue encargado por Francisco Pizarro organizar una expedición hacia el oriente, en busca del País de la Canela. En la Navidad de 1540 parte desde el Cusco con más de 170 españoles y 3,000 nativos. Orellana supo de la expedición que organizaba Pizarro y se unió a ella. Pizarro aceptó de muy buen grado el apoyo de su pariente Francisco de Orellana. Este le habló de una misión que podría reportarles grandes beneficios. Se trataba de una tierra de la que algunas leyendas auguraban encontrar el País de la canela, un lugar cubierto por bosques de la carísima especia e incluso la cuna de El Dorado. Orellana volvió a Guayaquil para reclutar efectivos, porteadores y animales que pudieran servir de alimento en la selva, como llamas y cerdos .
La comitiva reunida por Gonzalo Pizarro en Quito, era la más grande vista en esas tierras. Constaba de 340 hidalgos, 200 de ellos a caballo, 2 000 perros entrenados para la lucha, 4 000 porteadores indios, 2 000 llamas cargadas y 2 000 cerdos. Pizarro partió en febrero de 1542, tomando la vanguardia. Por su parte, Orellana fue enviado a Guayaquil para reunir más hombres y caballos, por lo que pudo avanzar más deprisa y alcanzarlo. Pese a ello perdió todos los caballos y pertrechos al reunirse con Gonzalo y únicamente puedo aportar 21 hombres. En marzo de 1542, ambos se encontraron en el valle de Zumaco e iniciaron su marcha hacia el cruce de los Andes.
Tras recorrer treinta lenguas, unos 200 km, la expedición estaba extenuada y perdió a cien de los porteadores. Ante lo agotador de la marcha con una comitiva de esas dimensiones, Gonzalo Pizarro puso al frente a Orellana para que se adelantara y recogiera información del terreno y la población. Al llegar a lo que consideraban su destino, Gonzalo Pizarro descubrió que no había canela, tan solo algunos falsos árboles dispersos y poco rentables. Sufrió una tremenda decepción. De regreso con Orellana, arrojó a los perros a la mitad de los guías y la otra mitad fue quemada viva.
Tras lo duro de la ruta seguida, los españoles trataron de hallar otro camino. A pocos kilómetros encontraron un río poblado por nativos pacíficos. Con varias embarcaciones requisadas a los indios, iniciaron el descenso del que después se bautizaría como río Coca. En pocos días recorrieron treinta lenguas, hasta la confluencia con otro cauce fluvial de media lengua de anchura, el posteriormente llamado río Napo. Allí las aguas eran cada vez más profundas, por lo que decidieron comenzar la construcción de un bergantín, que bautizarían como el San Pedro para que transportara los pertrechos y los enfermos, mientras los demás proseguirían a pie. La construcción del navío les llevó tiempo, y mientras trataron de hablar con los nativos y la expedición comenzó a quedarse sin provisiones. Más adelante, les dijeron, encontrarían poblados surtidos de alimentos que podrían alcanzar con el barco construido y con algunas embarcaciones adquiridas a los indígenas.

### Orellana se separa del grupo

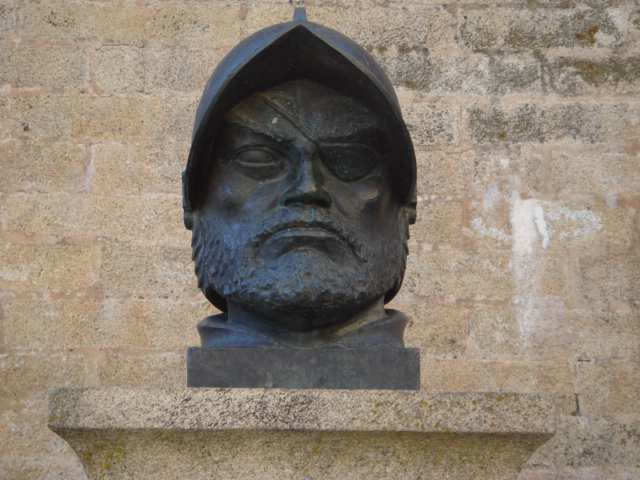
Busto de Francisco de Orellana en Trujillo.

Nuevamente las informaciones de los indios resultaron inexactas y no vieron asentamientos humanos donde recoger víveres. Tras caminar 300 kilómetros las reservas habían menguado enormemente, incluyendo todo el ganado. Los hombres que marchaban por la orilla estaban agotados: el bergantín y las embarcaciones indias no eran suficientes para todos. Entonces Orellana propuso adelantarse por el que más tarde se conocería como río Napo con setenta hombres. Creía que encontrarían un poblado próximo y abastecido de víveres.
Según relató el dominico Gaspar de Carvajal, la situación se complicó, pues la fuerza de la corriente les impidió volver atrás para informar al grueso del grupo un día tras otro. Llegaron a recorrer 25 leguas por día, es decir, más de 200 kilómetros llevados por el agua. Por su parte, Gonzalo Pizarro se desesperaba y finalmente ordenó el regreso a Quito por tierra, en un viaje de seis meses en el que se comieron a todos los perros y caballos para poder sobrevivir.
Tras una semana de descenso y unos 1 200 kilómetros recorridos, los hombres de Orellana estaban extenuados y hambrientos, aunque por fortuna dieron con indígenas con los que pudieron comerciar. Gracias a un manto púrpura lograron el beneplácito del jefe local y con él los suministros para pasar un mes. Además forjaron los 2 000 clavos necesarios para construir un nuevo barco, el Victoria, que les debía llevar a Perú. Con dicho navío y el bergantín pensaban que llegarían pronto a Perú, y la gran amplitud del río les hacía creer falsamente que debía ser un estuario no muy alejado del entonces conocido como Mar del Sur. El líder indígena les informó sobre un jefe más poderoso que podría suministrarles ayuda. Pero antes de salir, Orellana buscó seis voluntarios para remontar el cauce y avisar a Gonzalo Pizarro. Sólo se ofrecieron tres, lo que le hizo desistir. Ante la falta de un responsable autorizado, el extremeño consultó a sus hombres para ser nombrado jefe de la expedición. Francisco de Orellana resultó elegido por unanimidad.
El 11 de febrero de 1542 los hombres de Orellana dejaron atrás el futuro Napo para caminar por el cauce de agua más grande de la Tierra. Quince días después encontraron un poblado que, por fin, encajaba con lo que los nativos les habían contado. Su jefe creyó la historia de que aquellas gentes con protecciones de hierro eran los hijos del Sol y les proporcionó comida en cantidad y calidad suficiente para dedicar sus esfuerzos en construir un segundo barco.

### Llegada al poblado de las amazonas

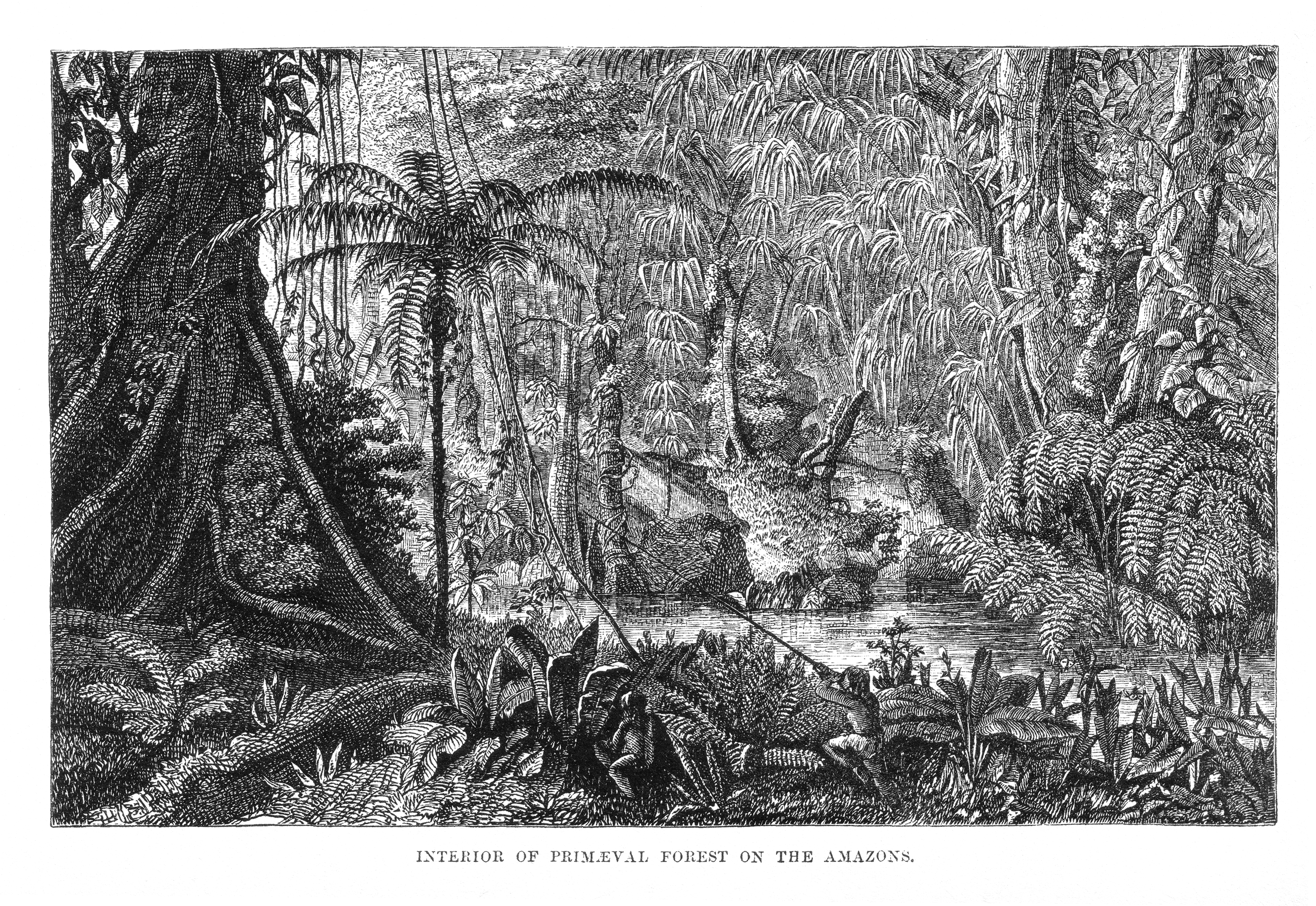
Grabado naturalista de 1863 obra de Henry Walter Bates. La propia selva resultó ser el enemigo más duro para los españoles, hasta el punto de llamarla "el infierno verde", por lo que se ha sospechado que pudiera influir en la veracidad de Carvajal.

A partir de aquel punto pocas aldeas encontraron donde sus habitantes les prestaran apoyo, y más bien debieron tomarlo por la fuerza, pero el 5 de junio de 1542 el cronista Gaspar de Carvajal comenta que llegaron a un asentamiento en cuya plaza encontraron dos leones. El dominico afirma en su libro que uno de sus habitantes les aseguró ser tributario de las Amazonas. Estos detalles siempre han suscitado dudas sobre la veracidad del relato que continúa siendo aún más extraño. Los días 24 y 25 encontraron a dichas Amazonas y entablaron combate con ellas.
Según el cronista de la expedición, Francisco de Orellana decidió emplear su superioridad tecnológica desde los primeros momentos y ordenó rechazar el ataque con ballestas y disparos de arcabuces. Gracias a esas armas se logró disuadir a las mujeres y continuar el avance con solo un herido, que resultó ser el propio cronista, que fue alcanzado en un ojo.
Como se ha dicho, siempre han existido dudas sobre la veracidad del diario escrito por el fraile dominico, pero lo cierto es que Gaspar de Carvajal perdió un ojo en los combates. Durante la Ilustración se dieron explicaciones a esos detalles extraños como el de la plaza con leones y, en especial, el de un pueblo habitado únicamente por fieras mujeres guerreras, que cambiaron el nombre del Río denominado inicialmente río Orellana, título de las memorias del propio De Carvajal (1944) pero que desde aquel 24 de junio de 1542 se le conoce como Amazonas.
Al pasar por la desembocadura del río Xingó la selva fue dejando paso a la sabana, pero los ataques de los nativos continuaron, en esa ocasión con flechas impregnadas de curare,un veneno que mataba en pocas horas. Asimismo, los españoles ya notaban la marea penetrando en el Río, por lo que la desembocadura, esta vez sí, debía estar cerca. Finalmente, los hombres de Orellana llegaron al estuario a mediados de julio de 1542. Pese a todo, siguieron siendo atacados por los indígenas, en esta ocasión por los indios caribes. Además, uno de los bergantines chocó con un tronco, provocando una vía de agua en el casco. Teniendo que reparar la embarcación, defenderse de los ataques y buscar comida al mismo tiempo, los españoles terminaron los arreglos en un mes aproximadamente. La marcha hacia el océano Atlántico volvió a reanudarse, en esta ocasión improvisando unas velas con las pocas capas y mantas restantes.
Finalmente la expedición de Orellana divisó el mar el 26 de agosto de 1542, tras más de siete meses desde que dejaron el afluente y se internaron en el Amazonas. Habían logrado recorrer en su totalidad el río más grande de la Tierra, tanto en longitud como en caudal.

### Juicio y regreso al río
Francisco de Orellana fue llamado a España para ser juzgado bajo acusación de abandonar y traicionar a su primo, jefe de la expedición. Aunque Francisco y Gonzalo Pizarro no volvieron a verse nunca más, el proceso judicial demostró la inocencia del explorador extremeño y que fueron las circunstancias quienes le impidieron retornar al lugar donde le aguardaba Gonzalo Pizarro.
Orellana no perdió el favor de las autoridades y obtuvo el permiso para volver al Nuevo Mundo. Además pudo reunir otra expedición para recorrer el río que durante un tiempo llevó su nombre, pero en esta ocasión partiendo desde la desembocadura para tratar de terminar en el nacimiento. Sin embargo, la dureza de la selva y las enfermedades acabaron con la vida de Orellana en 1546 a los 35 años.

## Expediciones posteriores y las misiones

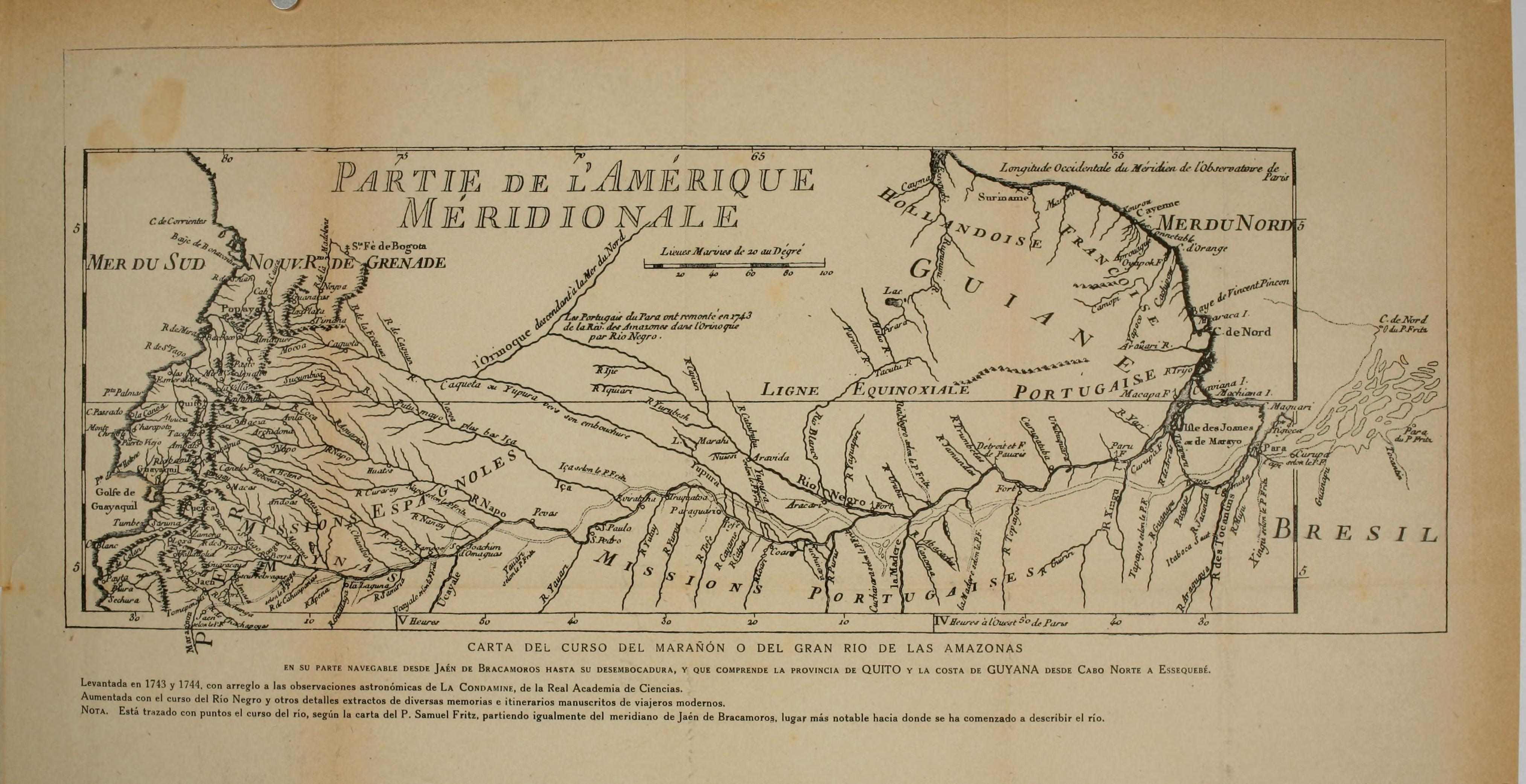
Mapa de la América Meridional, por La Condamine, donde se muestra las misiones españolas administradas por la Real Audiencia de Quito y las misiones portuguesas que buscaban ampliar la frontera al interior.

Después de las independencias de España, iniciaron conflictos para definir los límites alrededor de la región amazónica y de particular interés por la longitud del conflicto fue el que existió entre Ecuador y Perú. Más allá de los argumentos jurídicos que se basaban en la jurisprudencia del siglo XIX, los argumentos históricos hacían referencia al descubrimiento del Río Amazonas desde la ciudad de Quito. Después de este hecho empezaría una serie de misiones de evangelización a la región de Maynas que fueron administradas desde la Audiencia de Quito que a su vez pertenecía al Virreinato del Perú. Este hecho fue investigado por José Rumazo González en el libro La región amazónica del Ecuador en el siglo XVI donde se detalla las distintas expediciones a esta región por cada explorador y el inicio de las misiones religiosas franciscanas:
1. Gonzalo Díaz de Pineda y la primera entrada a los Quijos
2. Gonzalo Pizarro y la segunda entrada a los Quijos
3. Francisco de Orellana y el descubrimiento del Amazonas o Río de San Francisco de Quito
4. Gil Ramírez Dávalos y la fundación de Baeza
5. Rodrigo Núñez de Bonilla y Alonso de Bastidas
6. Vásquez de Avila, Contero y Marín
7. Macas entre Quijos y Yaguarzongo
8. Palomino Vergara y Porcel
9. Juan Salinas Loyola
10. Ortegón en los Quijos y el levantamiento de los indios
11. Poblaciones y habitantes de los Quijos
12. Decadencia de los Quijos después del alzamiento de 1579
13. Misiones franciscanas y nuevo descubrimiento del Amazonas

## La expedición de Orellana en el cine y la literatura
La expedición comandada por Francisco de Orellana fue llevada a la gran pantalla varias veces:
- En 1972 se estrenó Aguirre, la cólera de Dios, de Werner Herzog, e interpretada por Klaus Kinski. En ella, fray Gaspar de Carvajal aparece como capellán y cronista del azaroso descenso de Lope de Aguirre por el Amazonas. Esta expedición tuvo lugar en 1561, (casi veinte años después de la de Orellana), pero en ella se incluyen situaciones y personajes provenientes de la crónica de Carvajal sobre la expedición de Orellana).[16]
- En 1988 Carlos Saura dirigió El Dorado, que había sido la película más cara producida por el cine español hasta ese momento y un fracaso de público, crítica y premios, narra otro intento de descender el Amazonas por Lope de Aguirre.[17]
- En 1992, Leopoldo Benites Vinueza publicaría su libro que se convertiría en un clásico de la literatura histórica titulado "Los argonautas de la selva" que narra el descubrimiento y la expedición de Francisco de Orellana.[18]